# Aeródromo de Son Bonet
El Aeródromo de Son Bonet es un aeropuerto español de Aena que está situado entre las localidades de Puente de Inca y Pla de Natesa (municipio de Marrachí), Mallorca, a 4 km del centro de la ciudad de Palma de Mallorca por la carretera comarcal Ma-13A que enlaza Palma con Inca. Fue inaugurado en los años 20 después de que algunos aviadores consiguieran aterrizar donde hoy se sitúa el aeropuerto de Palma de Mallorca como base militar, pero algo más tarde también se habilitó para recibir vuelos comerciales. El primer vuelo comercial que recibió fue en 1927 y fue operado por Iberia LAE.
Entre 1936 y 1939, durante la guerra civil española, Son Bonet fue una base militar cuya función era albergar los bombarderos de la Aviación Legionaria que atacaron Barcelona y Valencia, junto con las bases de Son San Juan, y Pollensa. Tras el final de la contienda regresó a sus servicios civiles. Dejó de recibir vuelos comerciales y militares a principios de los década de 1960, cuando se habilitó para tales fines el actual aeropuerto de Palma de Mallorca, debido a la imposibilidad de ampliar Son Bonet por encontrarse en una zona urbana.
Hoy en día es un aeropuerto gestionado por la sociedad mercantil estatal AENA y utilizado principalmente para vuelos de recreo y escuela del Real Aeroclub de Baleares y para aviación general. El tráfico de pasajeros es privado y de escuelas de aviación. Cuenta con una pista, así como de cuatro hangares para albergar avionetas y aulas de instrucción de pilotos. La línea 3 de la EMT de Palma de Mallorca cuenta con una parada de autobús en los alrededores de las instalaciones.